# Ernst Leonard Lindelöf
Ernst Leonard Lindelöf   (Hèlsinki, 7 de març de 1870 - Hèlsinki, 4 de juny de 1946) va ser un matemàtic finès.

## Vida i obra
Lindelöf era fill del professor de matemàtiques de la universitat d'Helsinki Leonard Lorenz Lindelöf. Ell mateix va estudiar en aquesta universitat en la qual es va graduar el 1893, passant a ser docent a continuació, quan Hèlsinki encara formava part de l'Imperi Rus. El 1895 va obtenir el doctorat sota la direcció de Hjalmar Mellin i el 1901 va fer ampliació d'estudis a la universitat de Göttingen. A partir de 1902 va ser professor titular de matemàtiques de la universitat d'Helsinki, fins que es va retirar el 1938.
Lindelöf és considerat com el pare de les matemàtiques a Finlàndia,, ja que va ser un docent entusiasta (dirigint nombroses tesis doctorals), un notable investigador (publicant una quarantena d'articles) i un destacable divulgador que va importants llibres de text com el seu tractat sobre el càlcul diferencial i integral i les seves aplicacions, publicat en quatre volums entre 1920 i 1946.
Des de 1907 va ser membre del comitè de redacció d'Acta Mathematica i va rebre doctorats honoris causa de diverses universitats escandinaves.